# Мала Лоза (водоспад)
Мала́ Лоза́ — водоспад в Українських Карпатах (масив Покутсько-Буковинські Карпати). Геологічна пам'ятка природи місцевого значення. Розташований у межах Чернівецького району Чернівецької області, на південних захід від смт Красноїльськ. 
Площа природоохоронної території — 2,2 га. Статус присвоєно згідно з рішенням 22-ї сесії обласної ради V скликання від 24.09.2008 року № 229-22/08. Перебуває у віданні ДП «Сторожинецький лісгосп» (Лаурське л-во, кв. 17, вид. 29). 
Статус присвоєно для збереження мальовничого водоспаду у верхів'ях річки Лаура (притока Сучави). Висота падіння води — 8 м. Водоспад утворився в місці, де гірський потік перетинає скельний масив, складений з грубошаруватих пісковиків. 
Водоспад важкодоступний і маловідомий.